# Mohammad Kassas
Pour les articles homonymes, voir Kassas.
Mohammad Kassas (né le 1er juillet 1976) est un footballeur libanais, évoluant au poste d'attaquant.

## Carrière
- ?-1999 : Safa Beyrouth  Liban
- 1999-2000 : Shabab Al-Sahel Beyrouth  Liban
- 2000-2002 : Al-Hikma Beyrouth  Liban
- 2002-2003 : Olympic Beyrouth  Liban
- 2003-2005 : Al-Nejmeh Beyrouth  Liban
- 2005-2006 : Al-Qadisiya Al Khubar  Arabie saoudite
- 2006-2007 : Al-Hikma Beyrouth  Liban
- 2007 : Al-Ahed Beyrouth  Liban
- 2008 : Al-Nawair Hama  Syrie
- 2008-2009 : Safa Beyrouth  Liban
- 2009-... : Shabab Al-Sahel Beyrouth  Liban

## Palmarès
- Avec le Shabab Al-Sahel Beyrouth:
  - Vainqueur de la Coupe du Liban : 2000

- Avec le Olympic Beyrouth:
  - Champion du Liban : 2003
  - Vainqueur de la Coupe du Liban : 2003

- Avec le Al-Nejmeh Beyrouth:
  - Meilleur buteur du Champion du Liban : 2004 (22 buts) et 2005 (21 buts).
  - Champion du Liban : 2004 et 2005
  - Vainqueur de la Supercoupe du Liban : 2004